# Romanus pontifex (1776)
Pour les articles homonymes, voir Romanus pontifex.
Romanus pontifex est une bulle pontificale émise le 13 mars 1776 par le pape Pie VI.
Cette bulle ordonne la création des diocèses slovaques de Banská Bystrica (en), Spiš et Rožňava par séparation de l'archidiocèse d'Esztergom.